# Zorgho
Zorgho è un dipartimento del Burkina Faso classificato come città, capoluogo della provincia di Ganzourgou, facente parte della Regione dell'Altopiano Centrale.
Il dipartimento si compone del capoluogo e di altri 32 villaggi: Bangbily, Bissiga, Bokin-Koudgo, Bougré, Dabèga, Daguintoéga, Digré, Douré, Gonkin, Imiga, Kidiba, Kologuessom, Koubéogo, Kourgou, Nabitenga, Sapaga, Sapaga–Peulh, Songdin, Souka, Taga, Tamasgo, Tamidou, Tampelcé, Tintogo, Torodo, Tuiré, Tuiré-Peulh, Yougoulmandé, Zaïnga, Zempassogo, Zinado e Zinguédéga.